# Firuzabad (Azerbejdżan Zachodni)
Firuzabad – wieś w Iranie, w ostanie Azerbejdżan Zachodni, w szahrestanie Mijandoab. W 2006 roku liczyła 1539 mieszkańców.